# Grube von Erfurt-Melchendorf
Die Grube von Erfurt-Melchendorf ist eine archäologische Ausgrabungsstätte im Ortsteil Melchendorf der Stadt Erfurt in Thüringen. 

## Funde
Bei der zwischen 1982 und 1985 erfolgten Untersuchung eines ausgedehnten Gräberfeldes der Urnenfelderzeit wurden auch neolithische Siedlungsgruben gefunden, die sich der ältesten Stufe der Trichterbecherkultur (TBK), der Baalberger Kultur, zuordnen lassen. Auf dem schwach nach Süden abfallenden Hang, befand sich beiderseits eines einstigen Baches, dessen Verlauf während der Ausgrabung erkannt wurde, eine Siedlung der Baalberger Kultur. 
Neben dem prähistorischen Bachlauf wurde eine Anhäufung kleinerer Steine und gebrannten Lehms im Planum angetroffen, die sich als oberste Lage der Füllung einer fast runden Grube mit kultischem Befund erwiesen. Die Grube wurde aufgrund ihres komplexen Aufbaus in Straten von 10 bis 15 cm abgetragen. Etwa in Höhe des Grabungsplanums – ca. 60–70 cm unter der Oberfläche – war die Grubenfüllung mit Steinplatten und Bruchstücken dickwandiger Gefäße abgedeckt. Am Rand lagen, etwa in einem Ring angeordnet, den eine Fläche aus Keramikstücken und braunen Keupersteinen ausfüllte, Steine von 10 bis 25 cm Kantenlänge. 
Die Grubenmitte bildet ein mächtiger Steinblock. Er hatte Abmessungen von etwa 50 cm Länge, 40 cm Breite und 25 cm Höhe und bestand aus bröckligem, weinroten Keuper. Seine Oberseite war wie bei einem Mahlstein sattelförmig eingeschliffen. Darauf lagen die Rippen und einige Wirbel eines Menschen sowie ein Rinderknochen. Weitere Skelettteile (Beckenhälfte, Beinknochen, Unterkiefer, Wirbelsäule und zwei nierenförmige Gebilde aus schwach gebranntem Ton) lagen um den Block herum auf der Grubensohle. Unter dem Steinblock lagen eine dunkle Schicht mit Holzkohlepartikeln und gebranntem Lehm, sowie eine Kniescheibe, während der Oberschädel fehlte. 
Die runde Grube mit senkrechten Wänden wurde im Löß bis zu einer Tiefe von 100 bis 120 cm, bei einem Durchmesser von 120 cm ausgehoben. Von der Sohle wurde konzentrisch ein Mittelteil mit ca. 65 cm Durchmesser etwa weitere 10 cm eingetieft und dieser Bereich nochmals konzentrisch mit ca. 31 cm Durchmesser um 1 bis 2 cm vertieft. In dieser gestuften Vertiefung dürfte zunächst ein Feuer gebrannt haben, das vielleicht mit einer Lößabdeckung gelöscht wurde; dadurch war die Sohle eben und der große Steinblock konnte mittig eingesetzt werden. Das Feuer könnte dem Zweck gedient haben, die Grube auszufeuern bzw. zu weihen. Über den Keuperblock ist der Körper eines Erwachsenen gelegt worden – mit dem Oberkörper auf die mahlsteinartige Fläche. Er war wahrscheinlich tot, vermutlich sogar mit teilweise vergangener Weichteilsubstanz. 
Überlegungen zur Anlage und Füllung der Grube verbanden sich von Anfang an mit der Frage nach Sinn und Zweck. Dabei dominiert der bereits während der Grabung gewonnene Eindruck, wonach der gesamten Erscheinung allein eine – wie auch immer zu deutende – kultische Bestimmung zuzuerkennen ist. 
Wesentlich für die Rekonstruktion des einstigen Hergangs ist die Feststellung, dass trotz aller nichtanatomischen Lagerung einzelner Knochen die Gesamtlagerung des Individuums gegeben war und an den Knochen keine Schnittspuren festgestellt werden konnten. Zudem fehlt der Oberschädel, ohne dass die Enden der Unterkiefer Schnittspuren erkennen ließen. Während neuzeitliche Störungen auszuschließen sind, können zwei Veränderungen in prähistorischer Zeit festgehalten werden. Das eine ist die Eintiefung eines urnenfelderzeitlichen Kindergrabes, wodurch sich aber nur eine Störung der Knochen auf dem Steinblock, also im Schulter-Beckenbereich erklären lässt. Der Oberschädel dürfte dagegen nicht in die Grube gelangt oder bereits im Neolithikum entnommen worden sein.